# Chauvetia recondita
Chauvetia recondita is een slakkensoort uit de familie van de Buccinidae. De wetenschappelijke naam van de soort is voor het eerst geldig gepubliceerd in 1873 door Brugnone.